# Antonio Rossi (scrittore)
Antonio Rossi (Maroggia, 9 agosto 1952) è uno scrittore, traduttore e poeta svizzero-italiano.

## Biografia
Ha studiato Letteratura italiana all'Università di Friburgo (Svizzera) e all'Università di Firenze; ora insegna nel liceo cantonale di Mendrisio. La sua raccolta d'esordio, del 1979, è Ricognizioni, pubblicata da Casagrande, a Bellinzona. Seguono Diafonie nel 1995 (Scheiwiller) e Sesterno nel 2005 (Book Editore).

## Opere
- Ricognizioni, prefazione di Giovanni Raboni, Bellinzona, Casagrande, 1979 (2ª ed. 2001).
- Glyphé, con acqueforti di Samuele Gabai, Mendrisio, Stucchi, 1989.
- Diafonie, prefazione di Stefano Agosti, Milano, Scheiwiller, 1995.
- Sesterno, Castel Maggiore (Bologna), Book Editore, 2005.
- Brevis altera, Castel Maggiore (Bologna), Book Editore, 2015.

## Traduzioni e altro
- Le rime di Serafino Aquilano in musica, a cura di Antonio Rossi e Giuseppina La Face Bianconi, Firenze, Olschki, 1999.
- Robert Walser, Poesie, traduzione di Antonio Rossi, Bellinzona, Casagrande, 2000.
- Serafino Aquilano, Strambotti, a cura di Antonio Rossi, Milano-Parma, Fondazione Pietro Bembo - Guanda, 2002.